# Häxan
Häxan is een Zweeds/Deense documentaire/mockumentary/horrorfilm uit 1922 onder regie van Benjamin Christensen. De productie gaat over de historie van hekserij, maar bevat ook een aanzienlijk aantal elementen uit het horror-genre. De film vertelt de geschiedenis van hekserij en heksenvervolging in Europa in een documentaire-achtige stijl. Sommige scènes in de film zijn echter eerder pure fantasie en tonen beelden van de hel, Satan en heksensabbats. De film is gedeeltelijk gebaseerd op Christensens eigen studie van de Malleus Maleficarum, een 15e-eeuws Duits handboek voor inquisiteurs. 
Häxan wordt vooral geroemd vanwege de voor de tijd van uitgave vooraanstaande speciale effecten en destijds opmerkelijk gewaagde beelden. Verschillende scènes tonen satanisme, martelingen en naakt. Häxan was op het moment van verschijnen de duurste Scandinavische film ooit en kreeg uitstekende kritieken. In andere landen, waaronder de VS, werd de film destijds verboden of gecensureerd vanwege de controversiële scènes.
In de VS is Häxan inmiddels in het publiek domein beland.

## Cast
| Acteur                | Personage                      |
| --------------------- | ------------------------------ |
| Benjamin Christensen  | de Duivel                      |
| Clara Pontoppidan     | Zuster Cecilia                 |
| Astrid Holm           | Anna                           |
| Elisabeth Christensen | Anna's moeder                  |
| Oscar Stribolt        | Dikke monnik                   |
| Maren Pedersen        | Maria, de weefster ("de Heks") |
| Ella la Cour          | Karna de tovenares             |
| Emmy Schønfeld        | Karna's assistente             |
| Wilhelmine Henriksen  | Apelone                        |
| Karen Winther         | Anna's zus                     |
| Kate Fabian           | Oude meid                      |
| Johannes Andersen     | Pater Henrik                   |
| Elith Pio             | Johannes, de heksenrechter     |
| Aage Hertel           | Heksenrechter                  |
| Ib Schønberg          | Heksenrechter                  |
| Holst Jørgensen       | Peter Titta                    |
| Alice O'Frederick     | Non                            |
| Gerda Madsen          | Non                            |
| Karina Bell           | Non                            |
| Tora Teje             | Hysterische vrouw              |

## Verder lezen
- Colin Odell en Michelle Le Blanc - Horror Films (2001)
- Steven Schneider (red.) - 1001 Movies You Must See Before You Die (2003)

## Verwijzingen
- (en)   Haxan in de Internet Movie Database
- Complete film (met Engelse ondertitels) op Internet Archive